# Inspeção de estado
Inspeção de estado é uma das técnicas de implementação de firewall.
Em vez de filtrar os pacotes apenas baseado na origem e destino dos endereços IP, o firewall compara o padrão de bits do pacote com um padrão conhecido, sem necessidade de processar toda a mensagem. Para obter esse padrão "confiável", o firewall armazena características do estabelecimento da conexão (como número da porta, endereço de origem e destino, etc), podendo, portanto, decidir se uma porta de retorno pode ou não ser aberta. 
A inspeção de estado oferece a velocidade de um filtro de pacotes junto com a segurança de um gateway de aplicações. Não verifica os dados da carga útil do pacote e tem como principal limitação a exposição dos endereços IP das máquinas internas à rede, o que pode ser contornado com a adição de servidor proxy em conjunto.